# Rastlöshet
Rastlöshet är en oro i kroppen eller mentalt, som gör att det är svårt att slappna av eller sitta still. Vid psykisk genes talas istället om psykomotorisk agitation.
Rastlöshet kan vara en effekt av fysisk eller mental understimulering men också en effekt av oro som kan uppstå från ångest eller ängslan eller som ett personlighetsdrag inte minst hos småbarn och barn i puberteten. 
Hos vissa neuropsykiatriska funktionsnedsättningar, som till exempel ADHD är rastlöshet en del av symptomen, och då finns olika mediciner som dämpar symptomen.